# Église Saint-Pierre de Longnes
Pour les articles homonymes, voir Église Saint-Pierre.
L'église Saint-Pierre est située à Longnes, dans les Yvelines.

## Description
De l’ancienne église gothique ne subsiste qu’une partie de l’étage inférieur de la tour.
L'édifice est inscrit aux monuments historiques depuis 1950.

## Historique
Une église est attestée dans cette ville en 1030. Elle est détruite par les soldats de la Ligue après la bataille d'Ivry en 1590. Elle est reconstruite en 1608 et le chœur remanié en 1735.

## Galerie d'images

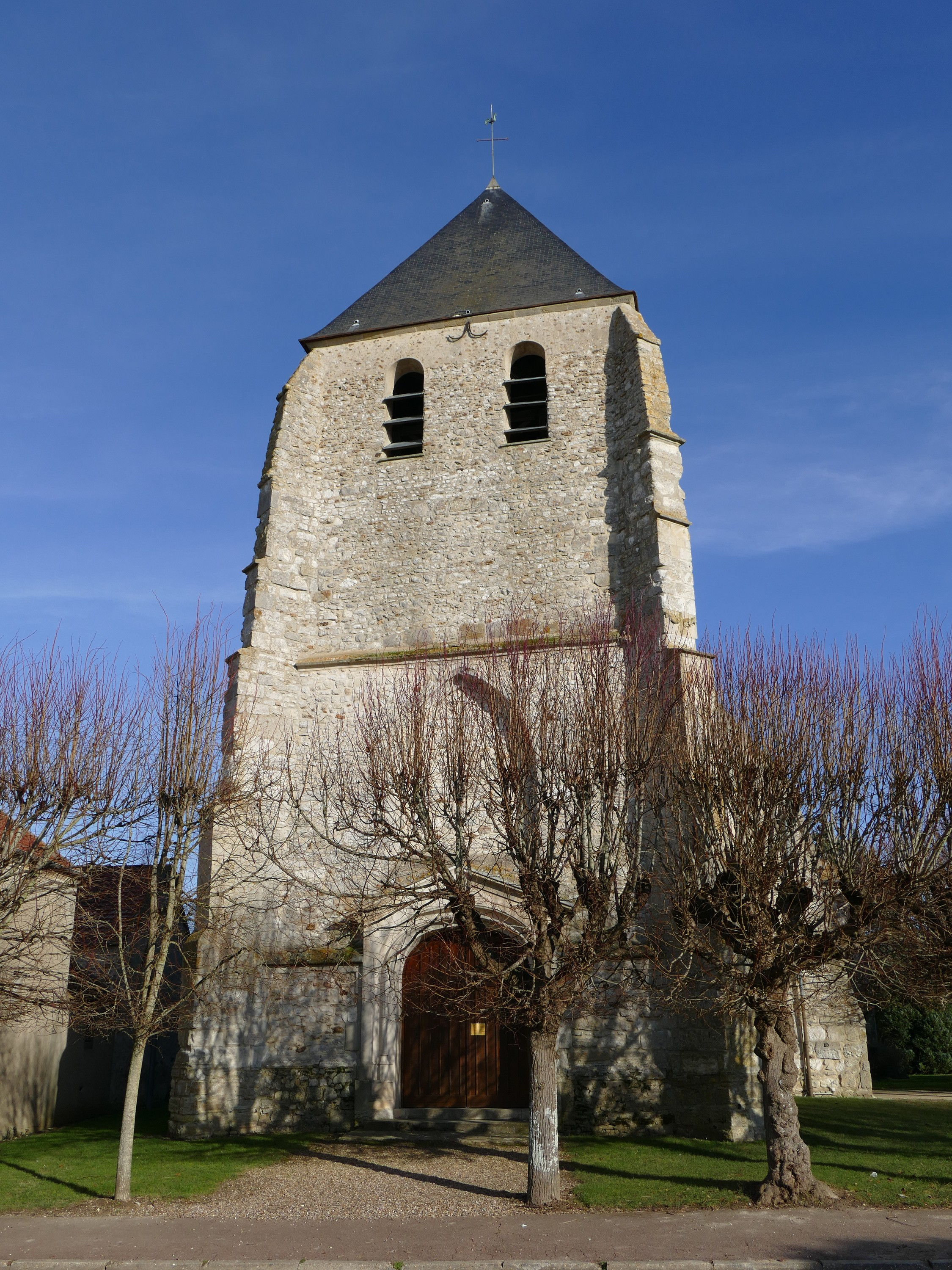
La façade
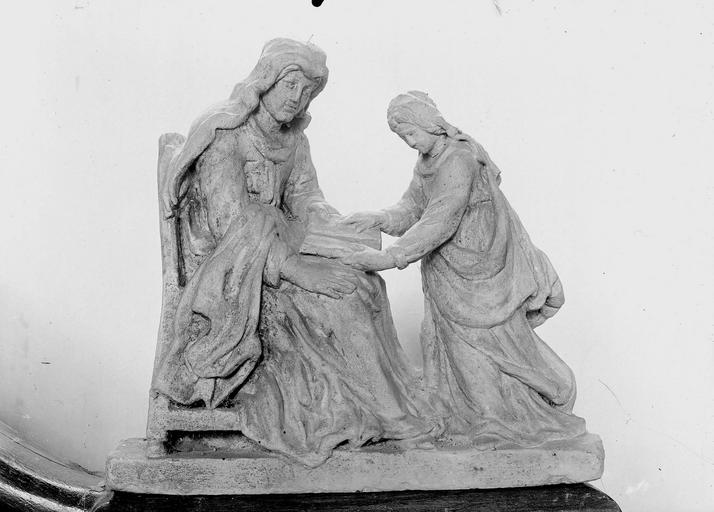
Statue représentant l'enfance de la Vierge
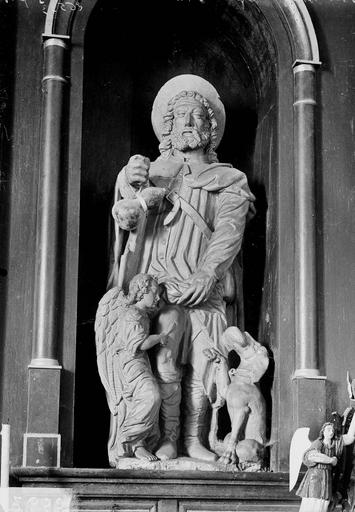
Statue de saint
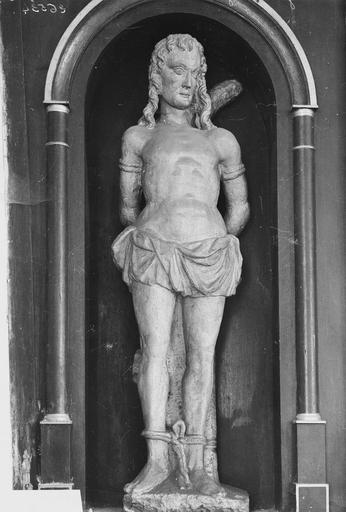
Statue de saint